# دانا بیر
دانا بیر (به انگلیسی: Dana Beyer) (زاده ۹ فوریهٔ ۱۹۵۲) فعال حقوق مدنی و سیاسی و فعال حقوق افراد تراجنسیتی آمریکایی است.
او یک زن ترنس است.